# Lost Horizon (banda)
Lost Horizon es una banda de Power metal épico formada en Gotemburgo (Suecia), en 1990. La banda en sí es sueca, pero Wojtek Lisicki es polaco.

## Historia
De 1990 hasta 1994, tocaban bajo el nombre de Highlander, con Joacim Cans de Hammerfall en la voz y otros miembros de Hammerfall también en la formación .
Reformada a finales de los noventa, decidieron cambiar de nombre a Lost Horizon.
El disco debut, Awakening the World, fue grabado en diferentes estudios de Gotemburgo. Se realizó de esta forma porque se deseaba conseguir el mejor resultado, siendo grabado en diferentes fases. 
Tras la grabación de su segundo álbum, A Flame to the Ground Beneath, Daniel Heiman, quien también fuera vocalista de Crystal Eyes, y Fredrik Olsson abandonarían la banda por diferencias musicales, formando después la agrupación de Heavy metal Heed.
Lost Horizon retrasó la salida de su nuevo material, y aún no hay fecha de lanzamiento para el nuevo disco, ya que están en búsqueda de un nuevo cantante . Aunque un comunicado de la banda en su página web, hace saber a sus fanes que están preparados la grabación del nuevo material, con o sin cantante fijo.

## Miembros

### Integrantes actuales
- Transcendental Protagonist (Wojtek Lisicki ) - Guitarra
- Cosmic Antagonist (Martin Furängen ) - Bajo
- Preternatural Transmogrifyer (Christian Nyquist ) - Batería
- Perspicacious Protector (Attila Publik ) - Teclados, Sintetizadores

### Miembros anteriores
- Etherial Mangnanimus (Daniel Heiman ) - Voz
- Equilibrian Epicurius (Fredrik Olsson ) - Guitarra

## Discografía

### Álbumes
- Awakening the World (2001)
- A Flame to the Ground Beneath (2003)

### Singles
- Welcome Back (2001)
- Cry Of A Restless Soul (2003)